# Fe’opopi
Fe’opopi (Feapopi) ist der Hauptort des indonesischen Distrikts Rote Tengah (Regierungsbezirk Rote Ndao, Provinz Ost-Nusa Tenggara). Fe’opopi befindet sich im Nordwesten des Distrikts. Es liegt auf einer Meereshöhe von 47 m.